# Vyškov-Město
Vyškov-Město je městská čtvrť, část města Vyškov v okrese Vyškov. V roce 2011 měla 1474 obyvatel a nacházelo se v ní 349 domů.

## Obyvatelstvo
| Rok    | Obyv. | ± %     |
| ------ | ----- | ------- |
| 1980   | 2 057 | —       |
| 1991   | 1 826 | −11,2 % |
| 2001   | 1 614 | −11,6 % |
| 2011   | 1 474 | −8,7 %  |
| 2021   | 1 778 | +20,6 % |
| Zdroj: |       |         |

| Rok            | 1850  | 1869  | 1880  | 1890  | 1900  | 1910  | 1921  | 1930  |
| -------------- | ----- | ----- | ----- | ----- | ----- | ----- | ----- | ----- |
| Počet obyvatel | 3 940 | 4 802 | 5 221 | 5 567 | 5 988 | 6 228 | 5 498 | 5 400 |
| Počet domů     | –     | 328   | 357   | 392   | 453   | 533   | 546   | 695   |
| Rok            | 1950  | 1961  | 1970  | 1980  | 1991  | 2001  | 2011  | 2021  |
| Počet obyvatel | 7 856 | 6 799 | 6 703 | 2 057 | 1 826 | 1 614 | 1 474 | 1 778 |
| Počet domů     | 939   | –     | 868   | 326   | 362   | 314   | 349   | -     |